# (56088) Wuheng
(56088) Wuheng est un astéroïde de la ceinture principale.

## Description
(56088) Wuheng est un astéroïde de la ceinture principale. Il fut découvert le 14 janvier 1999 à la station de Xinglong par le programme Beijing Schmidt CCD Asteroid Program. Il présente une orbite caractérisée par un demi-grand axe de 2,62 UA, une excentricité de 0,16 et une inclinaison de 13,3° par rapport à l'écliptique.

## Compléments